# Hechten (medisch)

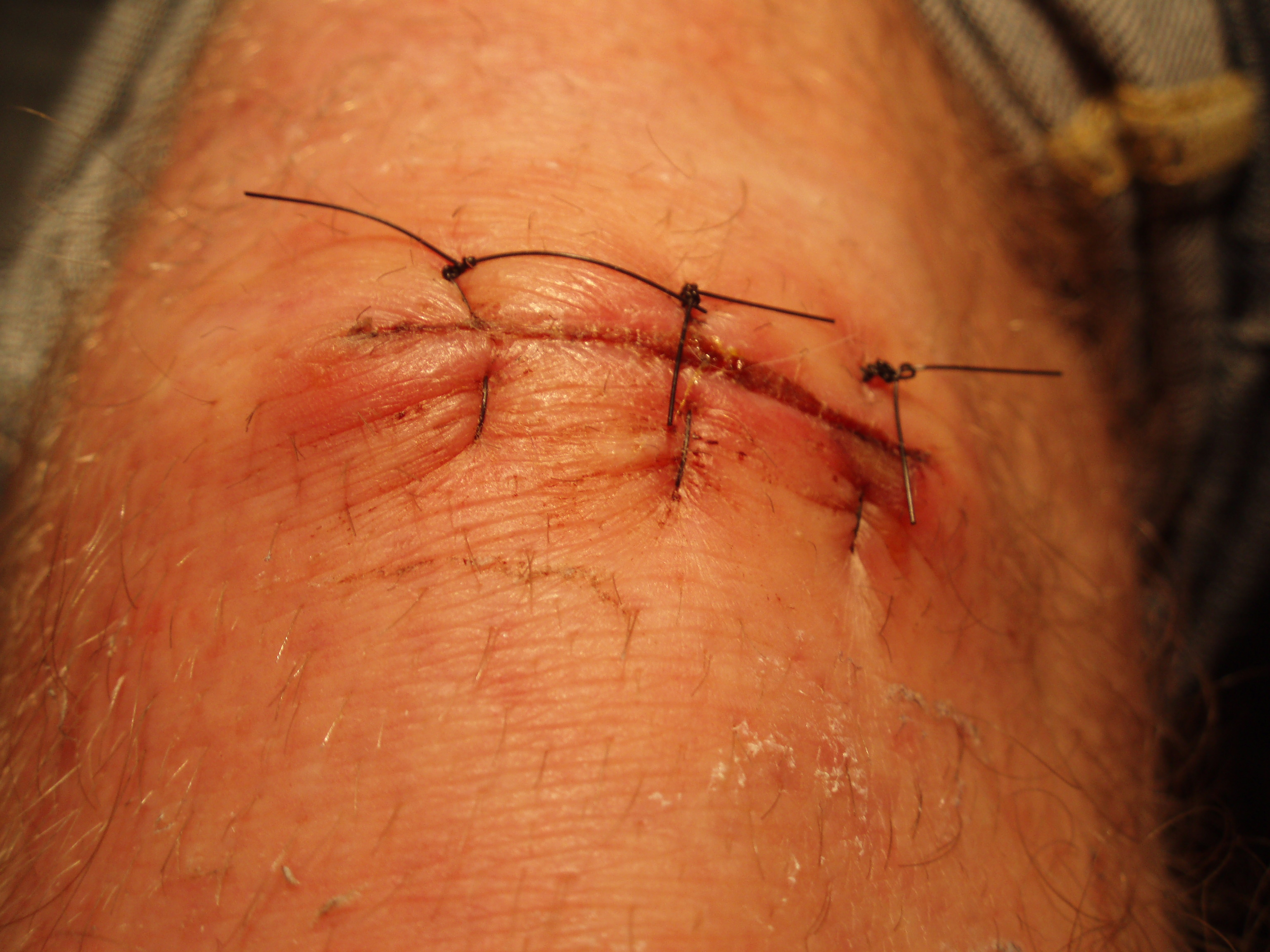
Hechtingen in een knie.

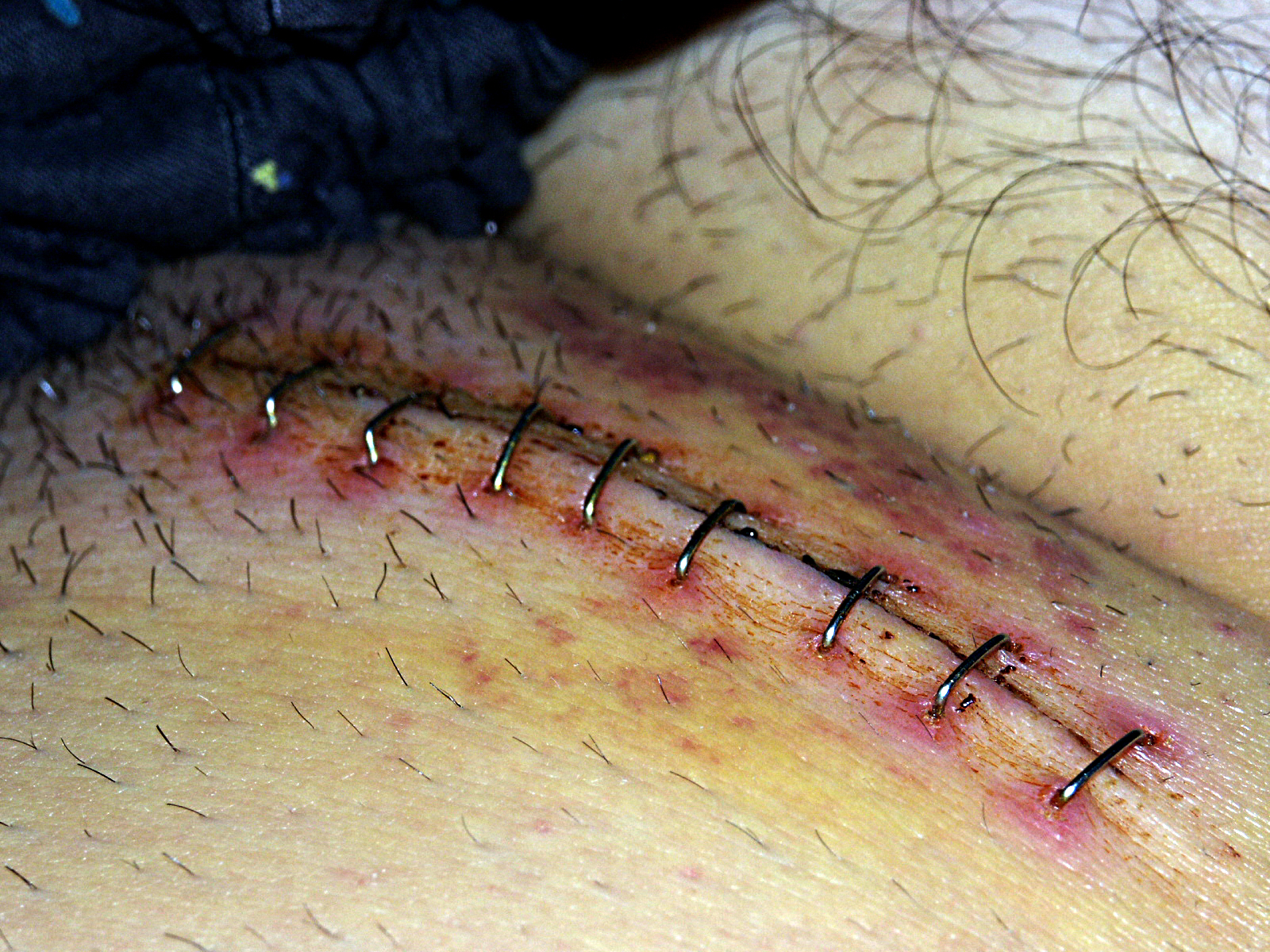
Hechtingen met nietjes.

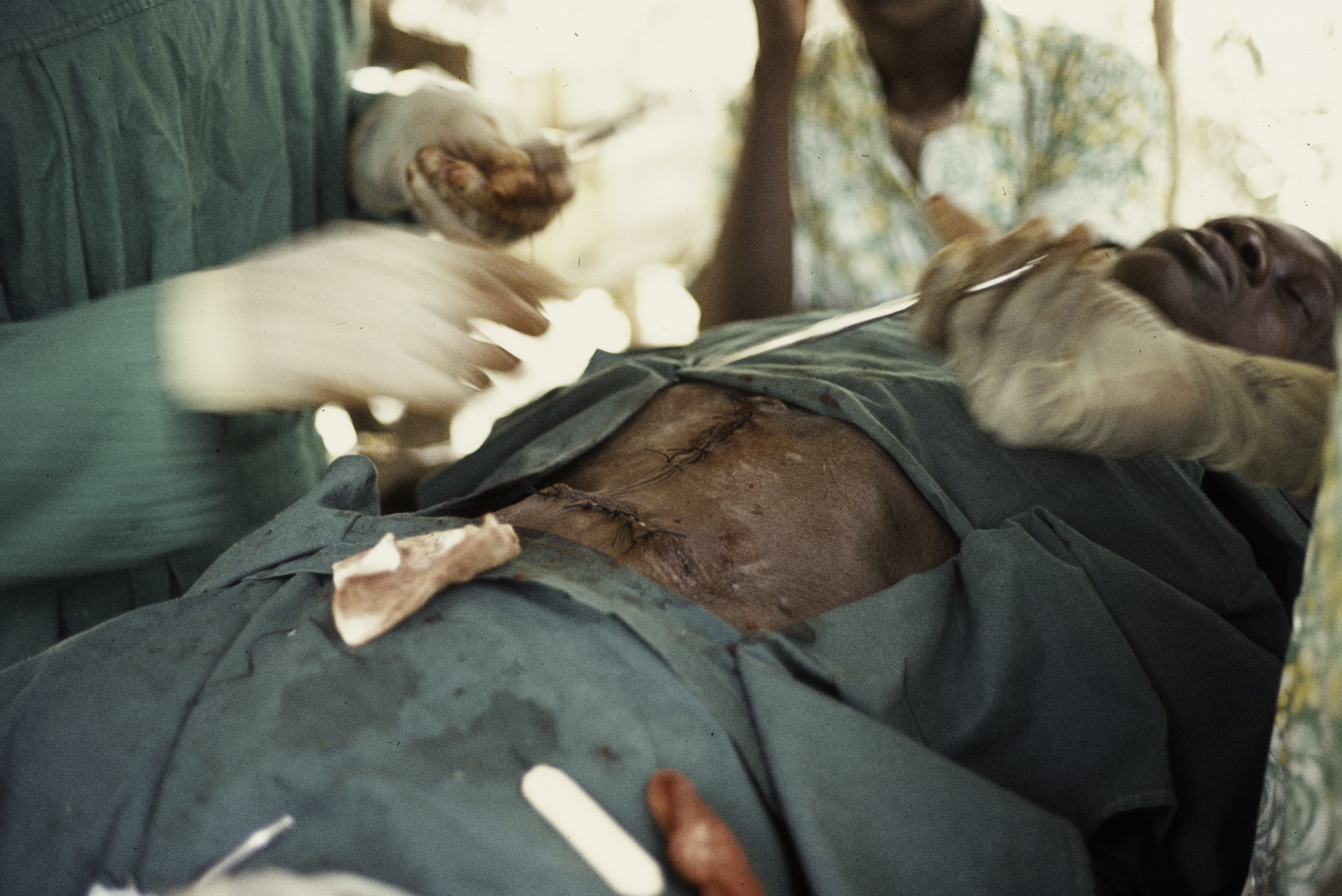
Een Cubaanse arts hecht twee operatiewonden met elf eenvoudige steken. Sara, Guinee-Bissau, 1974.

De medische betekenis van hechten is het aan elkaar vastmaken van de randen van een wond of incisie, met behulp van hechtmateriaal dat met een hechtnaald wordt aangebracht. 
Op deze wijze geneest de wond sneller en ontstaat er minder littekenweefsel. Het hechten gebeurt door steken dwars op de wond te zetten.
Er zijn verschillende soorten hechtingen: een oploshechting en een hechting die na verloop van tijd weer wordt verwijderd. De oploshechting verdwijnt vanzelf. Hechten kan ook met nietjes gedaan worden, dat wordt toegepast bij grotere wonden. Voordeel van hechten met nietjes is dat de nietjes weinig littekenweefsel veroorzaken.
Een andere mogelijkheid is het gebruik van wondlijm / huidlijm, een medische vorm van secondelijm. Deze lijm wordt alleen uitwendig gebruikt, zodat het lijmmateriaal bij de wondgenezing net als een bloedkorst wordt afgestoten.